# Nolima pugnax
Nolima pugnax is een insect uit de familie van de Mantispidae, die tot de orde netvleugeligen (Neuroptera) behoort. 
Nolima pugnax is voor het eerst wetenschappelijk beschreven door Navás in 1914.